# Drymonia velitaris
Drymonia velitaris là một loài bướm đêm thuộc họ Notodontidae. Nó được tìm thấy ở miền trung và Nam Âu và Anatolia.

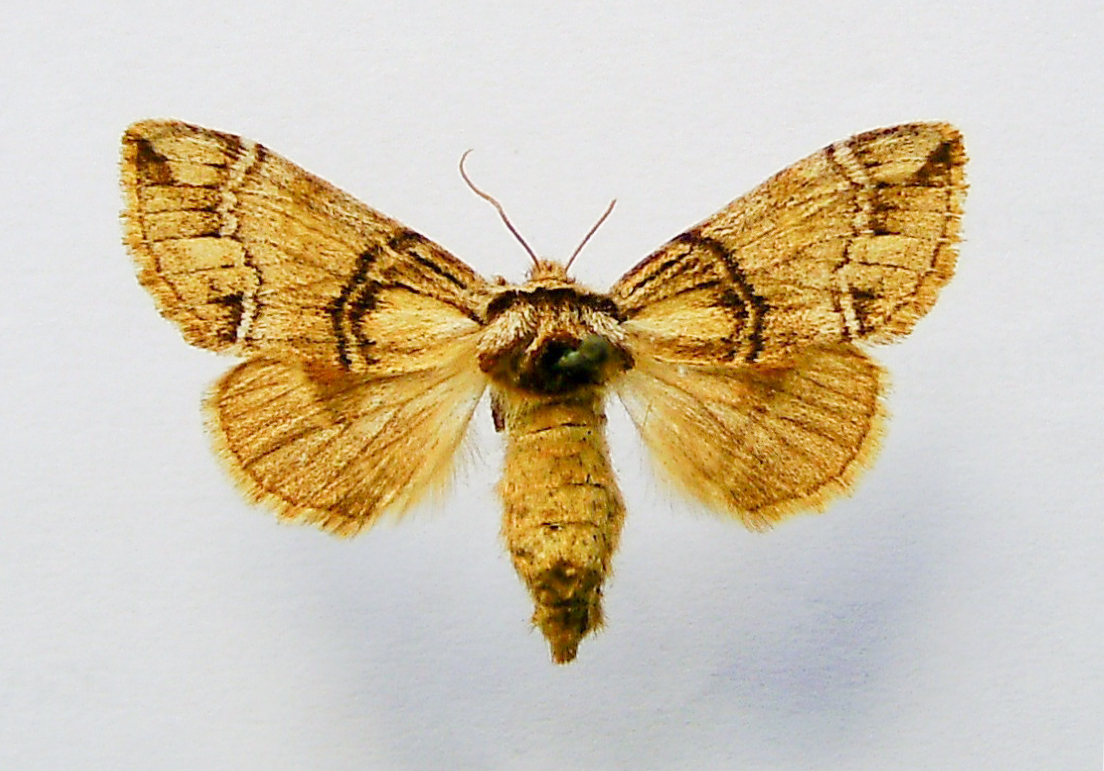
Mounted Female

Chiều dài của cánh trước là 12–15 mm đối với con được và 15–18 mm đối với con cái. Con trưởng thành bay từ tháng 5 đến tháng 8 tùy theo địa điểm.
Ấu trùng ăn sồi.